# Amanat
Amanat (Arabisch: أمانة; amānāt, van أمان; amān, "veiligheid") is een Oosters woord voor gijzeling. Het is tevens een Russisch leenwoord dat verwijst naar een gijzelaar die wordt genomen uit een ander volk om middels dit onderpand het betreffende volk te dwingen de bepalingen uit een vredesverdrag na te komen.

## Geschiedenis
De gewoonte om gijzelaars te nemen om verdragen na te laten komen was reeds bekend in de middeleeuwen. Uit het verslagen of onderworpen volk werden door het sterkere volk hogergeplaatste personen zoals de kinderen van een koning of leider gegijzeld waarbij soms als bepaling gold dat als het verdrag niet nagekomen werd, de gijzelaars met hun leven zouden moeten betalen wegens ontrouw. Het doden van gijzelaars zonder geldige reden werd als barbaars beschouwd. De Zwitserse rechtsgeleerde Vattel nam in zijn boek Le droit des gens (Boek II, hoofdstuk XVI) ook een aantal bepalingen over gijzelaars op. Zo schreef hij bijvoorbeeld dat ze een van de belangrijkste personen van het betreffende volk moesten zijn; dat misleiding met betrekking tot hun positie een misdaad was; dat alleen hun vrijheid mocht worden genomen en niet hun leven; dat zodra de voorwaarden van het verdrag zijn nagekomen de gijzelaars moesten worden vrijgelaten en dat als de gijzelaar stierf, zijn volk niet verplicht was om een andere te leveren; dat als een prins tijdens zijn gijzelaarschap werd gekroond, deze moest worden vrijgelaten en een andere gijzelaar moest worden genomen; dat als de voorwaarden van het contract niet nagekomen werden, de gijzelaar een krijgsgevangene werd.
Ook in Rusland was de amanat een wijdverspreid gebruik. Zo werden in de 14e eeuw diverse Russische prinsen als gijzelaar genomen door de kans van de Gouden Horde. In het Westerse spraakgebruik wordt met het woord amanat echter vooral verwezen naar de tijd van de verovering van de Kaukasus, de steppegebieden van Midden-Azië en Siberië toen vorsten van naburige volkeren als gijzelaars werden genomen door de Russische autoriteiten en werden vastgehouden in provinciesteden en buitenposten (ostrogs) om de volkeren ervan te weerhouden de buitenposten aan te vallen en om hen te dwingen de jasak (huidenbelasting) te betalen. Soms ook om een veilige aftocht af te dwingen als ze een fort op moesten geven. In ruil kregen de leiders van onderworpen volkeren geschenken van de Russen zoals geld, wollen kleren, huiden en luxegoederen.
De gijzelaars werden doorgaans enkele dagen tot een jaar vastgehouden, maar soms ook langer. Zij werden geplaatst in een soms spartaans ingerichte hut, maar hadden soms ook enige bewegingsvrijheid. Hoewel voorgeschreven stond dat ze goed te eten en kleding dienden te krijgen, kwam het veel voor dat lokale leiders hen slecht behandelden. Soms werden ze bedrogen, geslagen of kregen ze kadavers te eten. Niet zelden probeerden ze te ontsnappen.
Eind 18e eeuw verdween het gebruik langzamerhand toen een nieuwe generatie Russische bestuurders bedacht dat volkeren beter door assimilatie en bekering tot het christendom tot loyale ingezetenen konden worden gemaakt.